# Enrique Rodríguez (boxe anglaise)
Pour les articles homonymes, voir Enrique Rodríguez et Rodríguez.
Enrique Rodriguez (ou Dacal Rodríguez), né le 17 novembre 1951 à Carreño (Espagne) et mort le 23 novembre 2022 à Avilés (Espagne), est un boxeur espagnol  dans les Asturies.

## Carrière
Enrique Rodríguez Cal participe aux Jeux olympiques d'été de 1972 dans la catégorie de poids mi-mouches et remporte la médaille de bronze. Aux Jeux olympiques d'été de 1976, il est éliminé dès le premier tour.